# Hajó

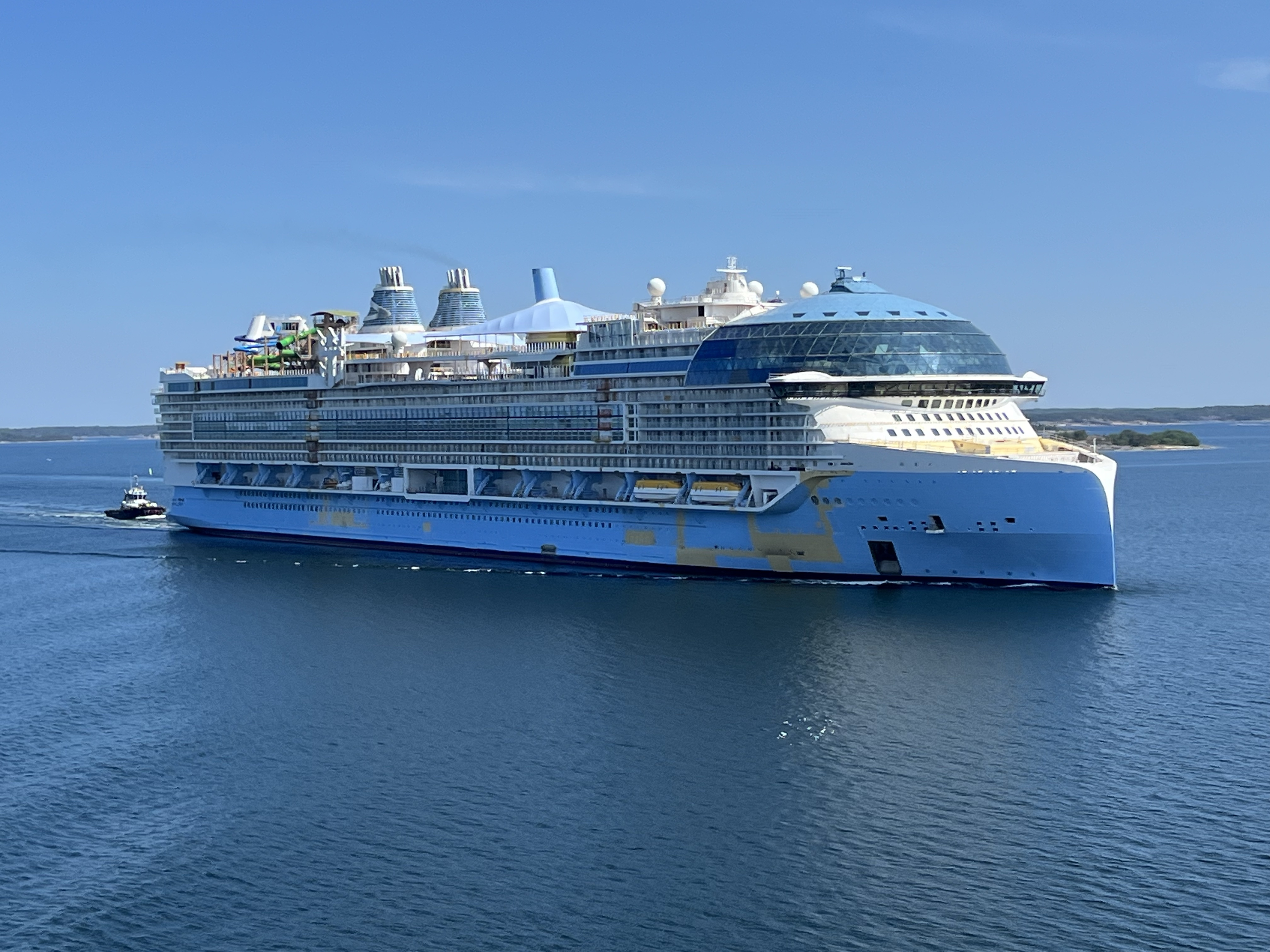
A 2022-ben vízre bocsátott Icon of the Seas, a világ legnagyobb hajója

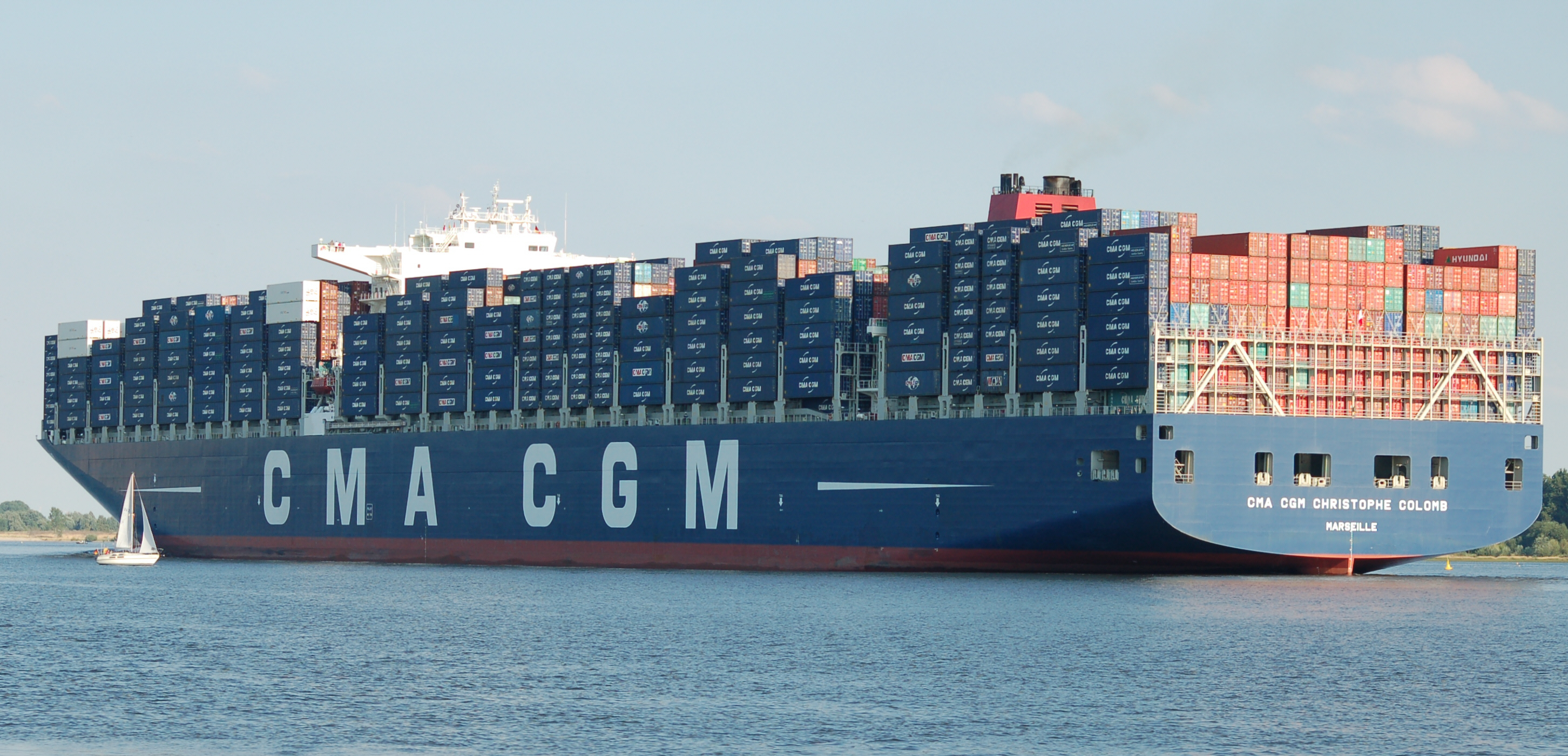
Konténerszállító hajó, a 21. század meghatározó kereskedelmi hajótípusa. A képen a 2009-ben épült, TEU kapacitású Cristophe Colomb

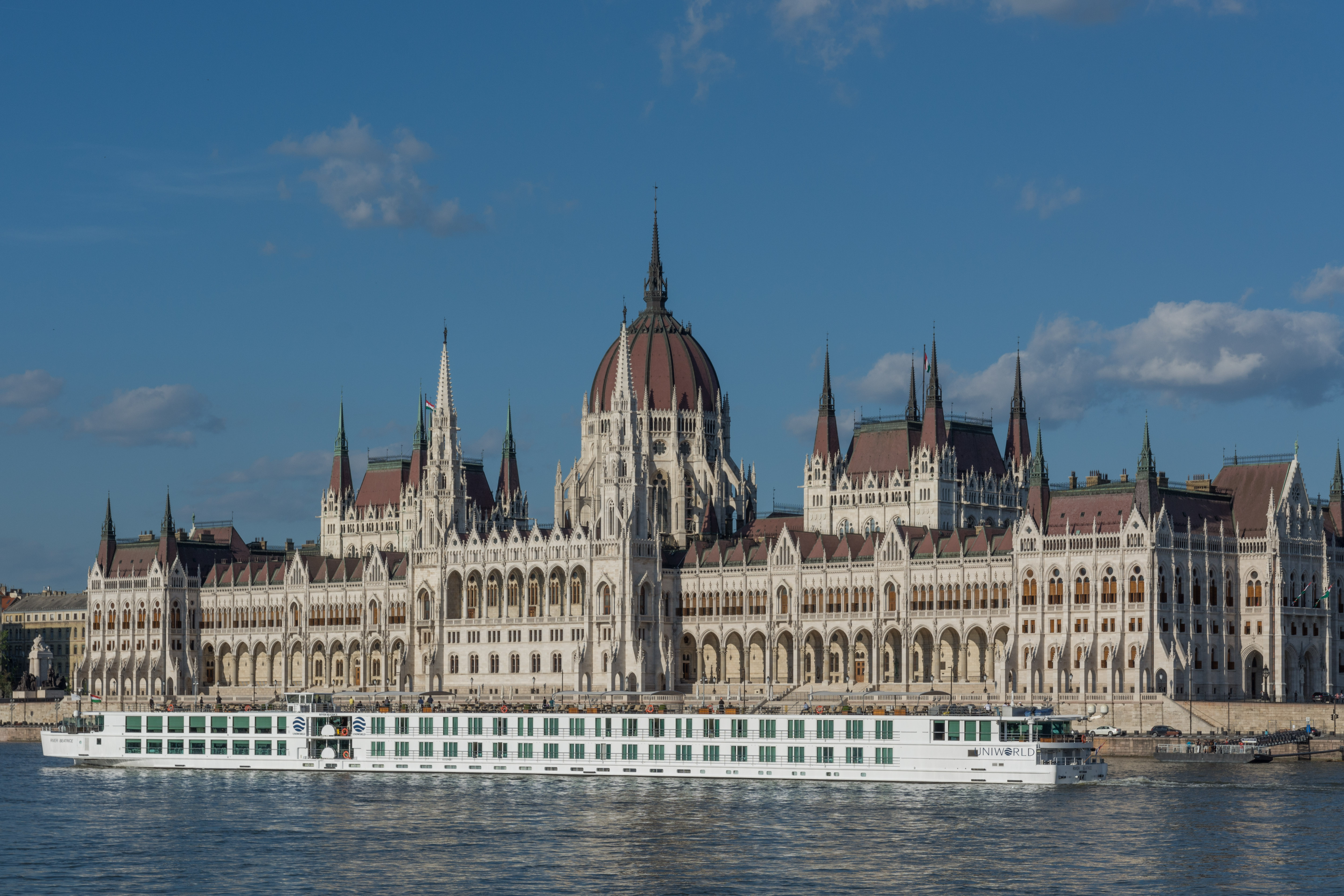
Az SS Beatrice nevű folyami szállodahajó budapesti Országház előtt

A hajó a csónaknál nagyobb, a tutajnál összetettebb felépítésű vízi jármű.
A hajó az emberiség egyik legrégebben használt járműve. Jelentősége az évszázadok során nem csökkent, a hajózás a modern kori világgazdaság kiemelkedően fontos tényezője. A világkereskedelemben mozgó áruk, nyersanyagok 90%-át (2009-ben közel egymilliárd tonnát) szállítja a több mint 50 000 kereskedelmi hajó. Folyamatosan növekvő népszerűségre tettek szert a modern, hosszújáratú üdülőhajók, az ún. cruiserek is. Egymilliónál több ember szolgál, dolgozik korunkban hajókon.
A hajónak a kikapcsolódás, rekreációs tevékenységek és a sport terén is jelentős szerepe van. A kedvtelési célú hajók (motorosok, vitorlások) száma, kedveltsége évről évre nő. A versenyvitorlások rendkívüli fejlődésen mentek keresztül a 20. század során, és ez a fejlődés azóta is töretlen. A Föld hajóval történő megkerülésének legújabb világrekordját (45 nap 13 perc) egy hatalmas trimarán, a francia Loick Peyron által kormányzott Banque Populaire V. állította be, 2012. január 6-án. A nagyobb vitorlásversenyek (Amerika Kupa, Volvo Ocean Race) a hajózást kedvelő országokban a Formula–1-hez hasonló népszerűségnek örvendenek.
A hajókat már a kezdetektől használták hadicélokra. A tengeri hatalmak modern hadiflottái a katonai erő legfontosabb elemei napjainkban is. A modern repülőgép-hordozó és az atommeghajtású tengeralattjáró (elsősorban az Egyesült Államok Haditengerészetének hajói) korunk nagyhatalmi érdekérvényesítésének fontos eszközei.

## A hajó szerkezeti felépítése

A hajó általános felépítése. 1: Kémény, alatta a géptér a fő és segédgépekkel; 2: Tat; 3: Hajócsavar és kormánylapát, 4: Hajótest; 5: Horgony; 6: Bulbaorr; 7: Orr; 8: Fedélzet; 9: Felépítmény (benne a híd, a különböző lakó- és egyéb helyiségek)

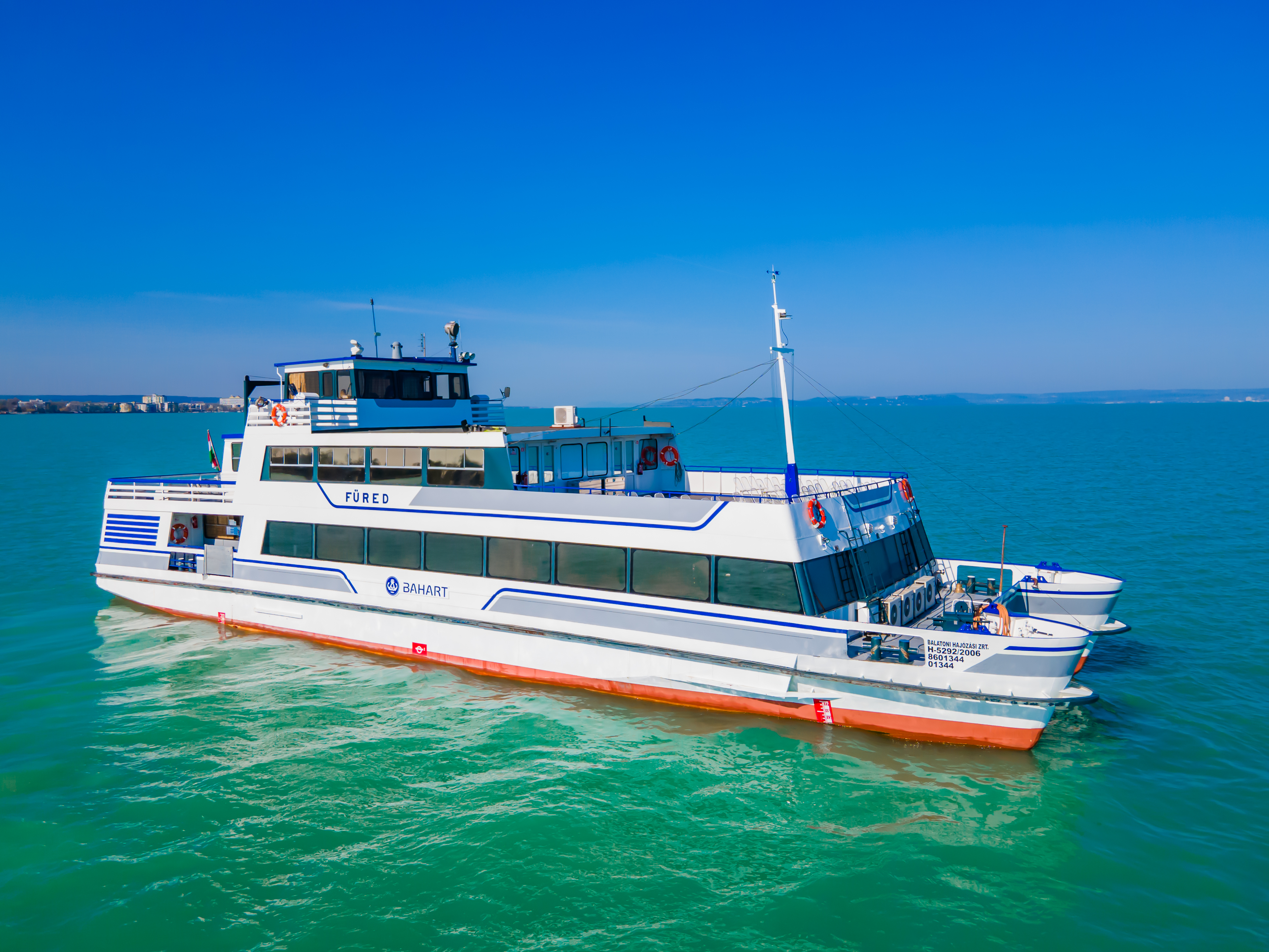
A Füred katamarán érkezik Balatonfüredre

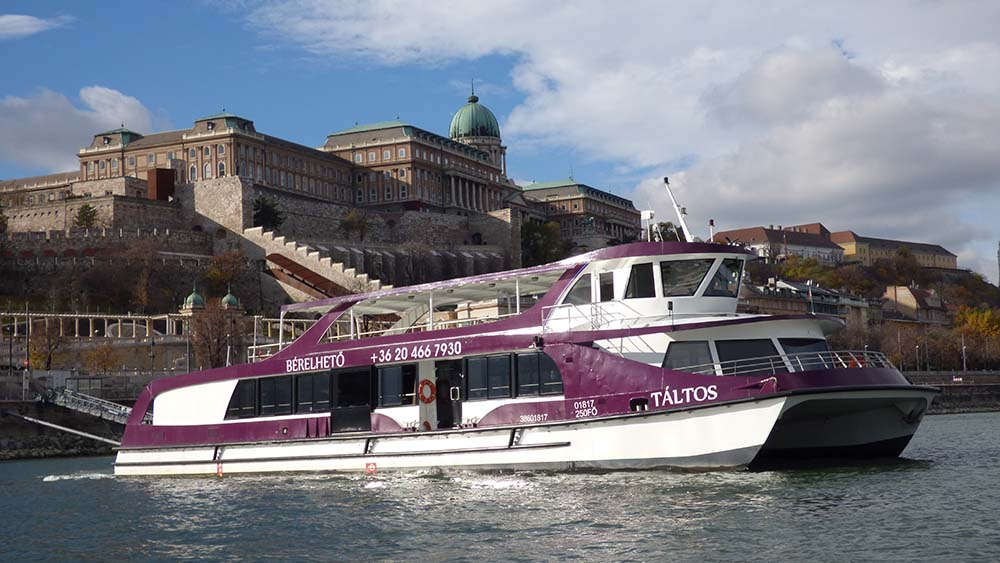
Alumínium katamarán sétahajó a Dunán

A hajók alakja, felépítése nagyban függ rendeltetésüktől. Ennek ellenére számos olyan jellemzőjük van, amelyek gyakorlatilag minden hajón azonosak.
A hajótest a fenékből, az oldalfalakból, a feneket és az oldalfalakat összekötő hajlásból és a testet felülről lezáró fedélzetből áll. A fenék lehet lapos, vagy ívelt kiképzésű. A test elöl az orrban, hátul a tatban végződik, amelyek szintén különböző kialakításúak (egyenes, ívelt, hegyes) lehetnek. A hajótest merevségét az alján hosszában végigfutó gerinc és az arra merőleges bordák biztosítják. A bordák adják meg a hajótest alakját. A gerinc elöl az orrtőkében, hátul a fartőkében folytatódik. A fedélzetet a fedélzeti gerendák tartják. A bordákra lemezeket vagy palánkokat erősítenek. Ez a szerkezet a fából és fémből épített hajókra (és a műanyag hajók többségére is) egyaránt jellemző. A faépítésű hajóknál a gerinc, és a bordák fából vagy fémből, a palánkok és a fedélzet fából készül. A fémépítésű hajóknál a test zömmel acélból készül, a bordákra kívülről alakra formált lemezeket erősítenek (kezdetben szegecseléssel, később hegesztéssel).
Géphajók esetén a hátsó részen helyezkedik el a géptér, amelyben a hajó hajtását biztosító főgépeket, az egyéb funkciókat ellátó segédüzemi gépeket, az elektromos kapcsolóberendezéseket és a hajócsavar kihajtását (a csavartengelyt) helyezik el. A hajócsavar és a kormány a taton található. A géptér fölött van az égéstermékek távozását biztosító kémény.
A hajótestben alakítják ki a rakomány szállítására szolgáló raktereket. A felépítményen található a hajó irányítására szolgáló központ, a híd, és itt helyezik el a legénység szálláshelyét, a konyhát, a vizesblokkokat, a rádiós és navigációs helyiségeket is. A teherhajókon a felépítmény kisebb, az utasszállítókon azonban szinte az egész testen végigérhet, és több fedélzetből (emeletből) állhat, itt vannak ugyanis az utasok elhelyezésére szolgáló kajütök, az éttermek és a rekreációs helyiségek.

## Fő hajótípusok
A hajók csoportosítása számos szempont szerint lehetséges. Leggyakoribb a meghajtás módja szerinti kategorizálás (evezős hajó, vitorlás hajó, gőzhajó, motorhajó). Gyakori a rendeltetés szerinti csoportosítás, így beszélhetünk hadihajóról, kereskedelmi hajóról, halászhajóról, sporthajóról. A hajók csoportosíthatók az úszótestek száma (egy- vagy többtestű hajók) és építési anyaguk szerint is (fahajók, acélból készült hajók, műanyag hajók, betonhajók). A magyar közlekedési jogban megkülönböztetünk csónakot, kis- és nagyhajót is.
A világkereskedelemben jelenleg meghatározó szerepet játszó áruszállító hajók szállítmányuk illetve kialakításuk szerint sorolhatók kategóriákba.
Eszerint megkülönböztethető:
- Tömegáru-szállító hajó
- Tartályhajó
- Tankhajó
- Ore-bulk-oil carrier (OBO)
- Konténerszállító hajó
- Autószállító hajó
- Hűtőhajó

Számos speciális célra épült hajótípus is létezik. Ezeket elsődleges rendeltetésük szerint soroljuk be:
- Vontatóhajó
- Kotróhajó
- Sétahajó
- Kitűzőhajó
- Kábelrakó hajó
- Kutatóhajó
- Jégtörő
- Révkalauzhajó
- Mentőhajó

## A hajóépítés és a hajózás története

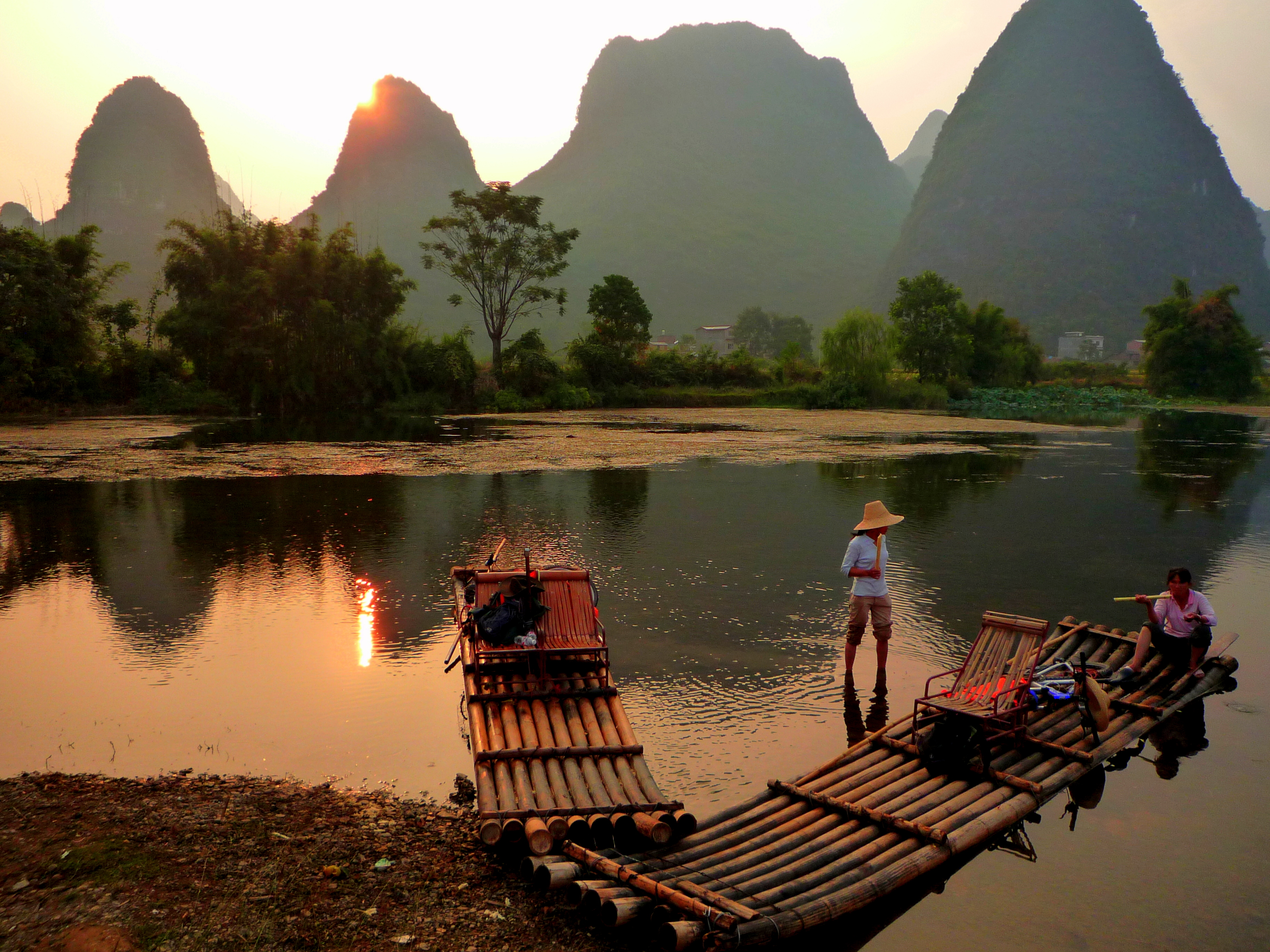
A tutajt egyes vidékeken máig használják

Senki sem tudja, mióta használ az ember vízi járművet. Az első járművek kidőlt vagy hordalék fatörzsek voltak, ezeket a természet szolgáltatta. Az épített hajók felé vezető úton a következő lépés a helyi alapanyagoktól függően valamilyen bödönhajó vagy tutaj lett: erdős területen a fatörzsből kivájt bödönhajó a tutaj, nádasok környékén, így Egyiptomban, Mezopotámiában és a Titicaca-tó vidékén a nádtutaj, nádcsónak vált uralkodóvá. Ahol se nád, se uszadékfa nem fordult elő, a járműveket — például az eszkimó kajakokat — állatbőrből és csontból készítették.
Az ember a hajókat halászatra és szállításra találta ki, kezdetben különösebb irányítási lehetőség nélkül. Hamarosan rájött, miként is lehet azokat irányítani és evezőkkel hajtani. Hamarosan megjelentek az első vitorlák is.

### Ókor

#### Mezopotámia
Mezopotámia nagy folyói és mocsaraiban hamar kialakultak a szállítást olcsóbbá tevő vízi járművek. Alapanyaguk a bőségben rendelkezésre álló nád és különféle állati termékek voltak; a sumerek ezekből készítették első csónakjaikat. A korai időszak két fő vízijárműve az aszfalttal tömített nádcsónak és a kör alakú, favázas, bőrbevonatú guffa volt. Egy érdekes típus volt az asszírok által használt kalakku, a felfújt állatbőr tömlőkre épített tutaj.
Bár a Perzsa-öböl remek lehetőséget biztosított volna Mezopotámia ókori népeinek a tengeri hajózásra, ők inkább nyugat felé, a Földközi-tenger partvidékével kereskedtek. Talán ez lehet az oka, hogy az ókori Mezopotámiában nem fejlődött tovább a hajózás.

#### Egyiptom

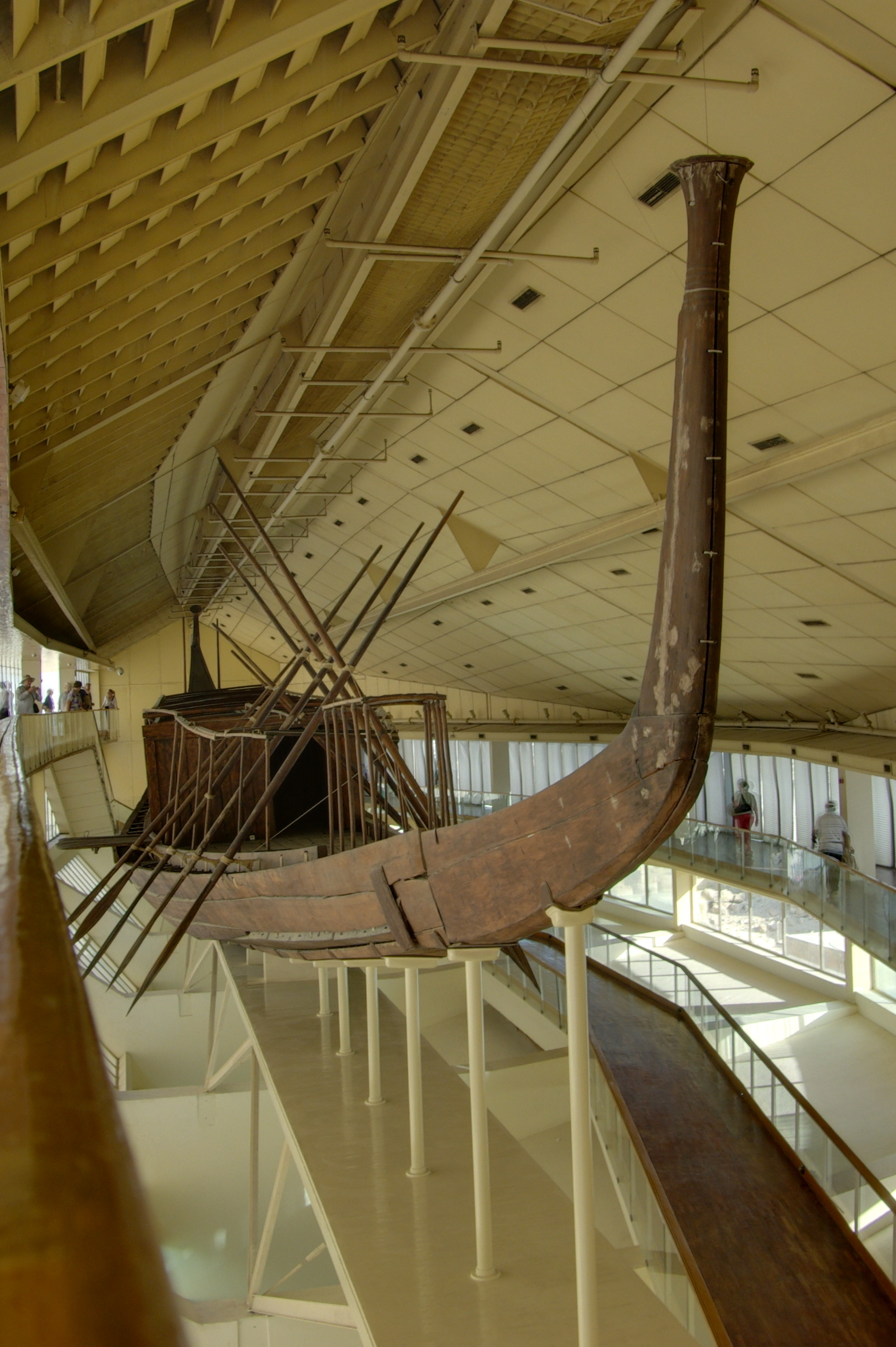
Hufu hajója a kairói Egyiptom Múzeumban

Az egyiptomiak az i. e. 3. évezredben kezdtek el hajókat építeni, a Níluson, a Vörös- és a Földközi-tenger partvidékén hajóztak. Az egyiptomi kereskedelem hatóköre északon Krétáig, Ciprusig és Bübloszig, délen Núbiáig és Puntig terjedt. A tengeri hajózás Hatsepszut uralkodása alatt, az i. e. 15. században élte hőskorát. Ekkor indult meg a libanoni cédrus nagy arányú behozatala Egyiptomba és Hatsepszut fáraónő utasítására öt hajóból álló flotilla indult Puntba.
A tengeri népek inváziója után Egyiptom hanyatlásnak indult, azonban a núbiai fáraók korából egyedülálló vállalkozásról számol be Hérodotosz. II. Nékó fáraó i. e. 595-ben egy föníciaiakból álló flottát indított el a Vörös-tengeren, amely három év múlva Afrikát megkerülve a Gibraltári-szoroson keresztül tért vissza. A felfedezők állítását, miszerint nyugat felé hajózva a Nap jobbra (vagyis északra) esett tőlük, Hérodotosz nem volt hajlandó elhinni.
Fontos megjegyezni, hogy az expedícióra vonatkozóan Hérodotoszon kívül semmilyen bizonyíték nem került elő. A beszámoló adatai hihetőnek tűnnek, de például Alan Lloyd egyiptológus szerint a fáraónak semmilyen haszna nem származhatott egy ilyen útból, így arra minden valószínűség szerint nem is került sor. Az a körülmény azonban, hogy Hérodotosz közöl egy adatot, amit maga sem hisz el, ráadásul igaz is, arra utal, hogy mégiscsak járt valaki az egyenlítőn túl, akinek közvetlen tapasztalatai voltak erről.
Csónakjaikat és kisebb folyami hajóikat nádból építették, a nagyobb hajókhoz először helyi, később Föníciából importált faanyagot használtak. Egyiptom klímája nem kedvezett a hajóépítéshez alkalmasabb fafajok fejlődésének, ezért az egyiptomi hajók a korai időszakban rövid fadarabokból állították össze a külhéjat, amelyeket csapokkal vagy kötelekkel szorítottak össze, majd növényi rostokkat tömítettek. Fahajóik alakja hasonlított nádcsónakjaikra, ennek a formának egyes elemeit (például az ívben előrehajló hajófart) később más népek (föníciaiak, görögök) is használták.
Az egyiptomi hajók között meglepően nagyok is akadtak, a Hufu piramisánál 1954-ben feltárt, cédrusból készült napbárka például 43,3 m hosszú és 6 m széles volt.

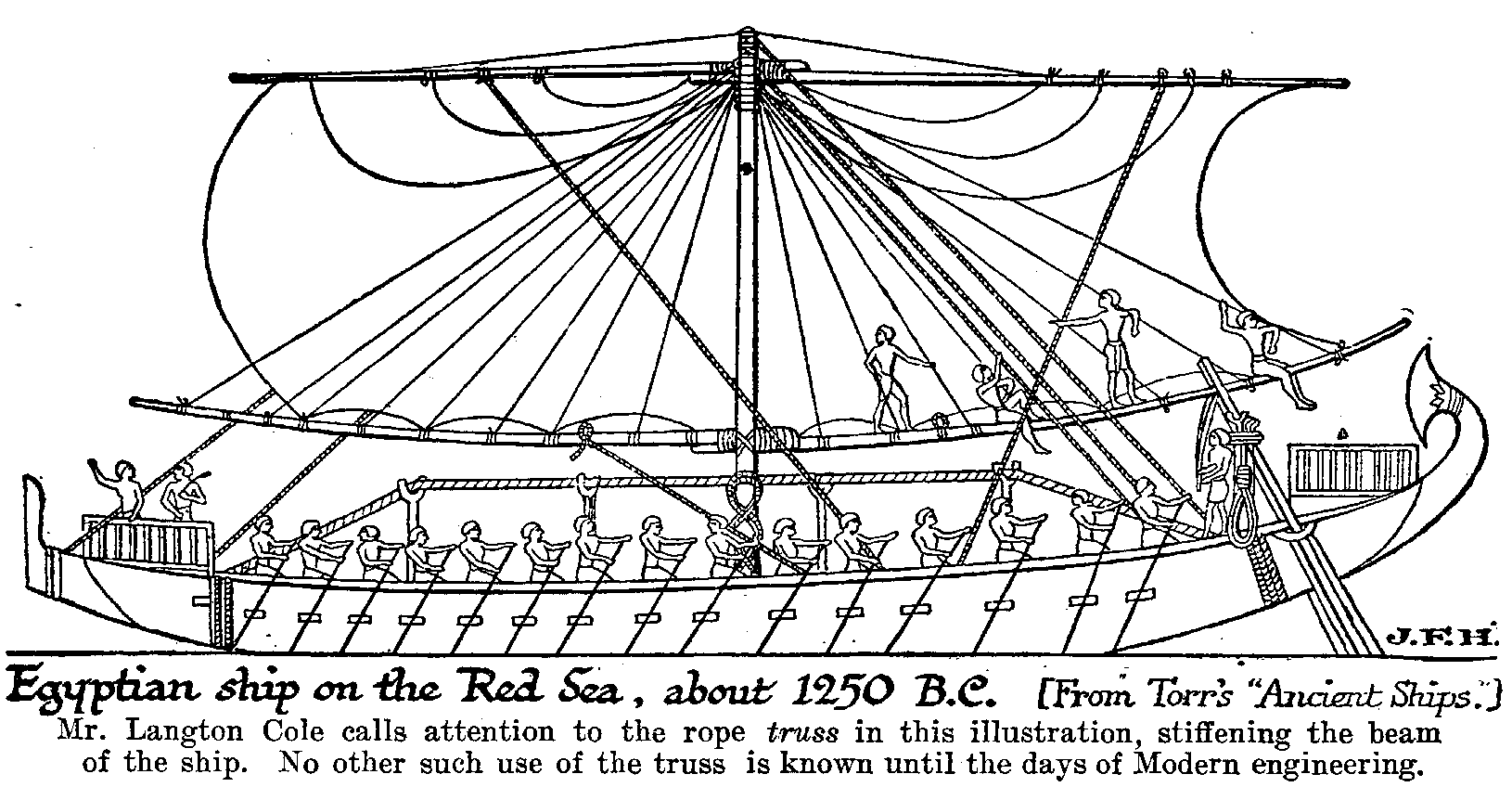
Vörös-tengeri egyiptomi hajó az i. e. 13. századból

Az i. e. 12. századig nem ismerték az egyiptomiak a gerincre és bordázatra épült hajókat, ezért a merevítéshez más megoldást használtak. A héj pereme alatt egymástól egyenlő távolságra kb. arasznyi átmérőjű lyukakat vágtak, és ezeken keresztgerendákat fektettek keresztül. A hajótest szilárdságát javította a fedélzeten végigfutó, rájuk fektetett padlózat. Nehezebb terhet (például követ) szállító, vagy tengeri útra szánt hajók hosszanti merevítését egy a hajó hosszában végigvezetett, középen villás oszlopokra fektetett kötéllel oldották meg. A kötelet az orrnál és a tatnál rögzítették, és megfeszítették.
A hajókat evezővel hajtották, és jó időben vitorlával is segítették az előrejutást. Kezdetben kézievezőket használtak, melyeket a kezelők a menetiránnyal szembe állva forgattak. Később, talán krétai vagy föníciai hatásra, áttértek a gúzsevezőkre, melyeket először állva, majd ülve húztak.
A kedvező szél erejét keskeny vitorlákkal használták ki, amelyeknek aljára és tetejére keresztlécet rögzítettek. Falfestmények tanúsága szerint oldalszélben is tudtak hajózni, a vitorlákat elforgatva. Az árbóc kétlábú, ún. bipod árbóc volt, és hajónként egyet állítottak fel.

#### Kréta
A krétai hajóépítés az egyiptomi hagyományokra épített, de azokat továbbfejlesztette, és így az i. e. 2. évezred első felében a Földközi-tenger keleti medencéjében meghatározó kereskedelmi pozícióba került. A krétaiak alkalmaztak először a hajó szilárdságának növelése érdekében a hajógerincet és egyes vélemények szerint a keresztbordákat.
A „Hajófelvonulás” című freskó egyik városát csatornák vették körül! A Szantorinin ásó Marinatosz régészprofesszor szerint ez a város nagyon hasonlít az eltemetett görög Pompeiire, a bronzkori Akrotirire. Az ókori Mediterráneumban a körkörös csatornák jelenléte óriási kihívást és bravúrt jelentett az építőknek. Ezekről a grandiózus építményekről Platón saját korában is hallhatott. Karthágóban még napjainkban is látható a körkörös hadikikötő csatornája, középen egy jókora szigettel.
Szantorinin továbbá előkerült egy – a vulkáni robbanás előtti időkből származó – harci jeleneteket bemutató freskó is. A harcosok öltözködése szerint a minósziak (théraiak) csatát vívhattak a mükénéiekkel (marhabőr páncél). Igaza lehetett Platónnak, hogy az atlantisziak (minósziak) harcoltak a görögök (mükénéiek) előőrseivel. Bár ebben az időben még Athén mint városállam, nem létezett, mert a festmény jóval Kr. e. 1628 előtt készült.

#### Fönícia

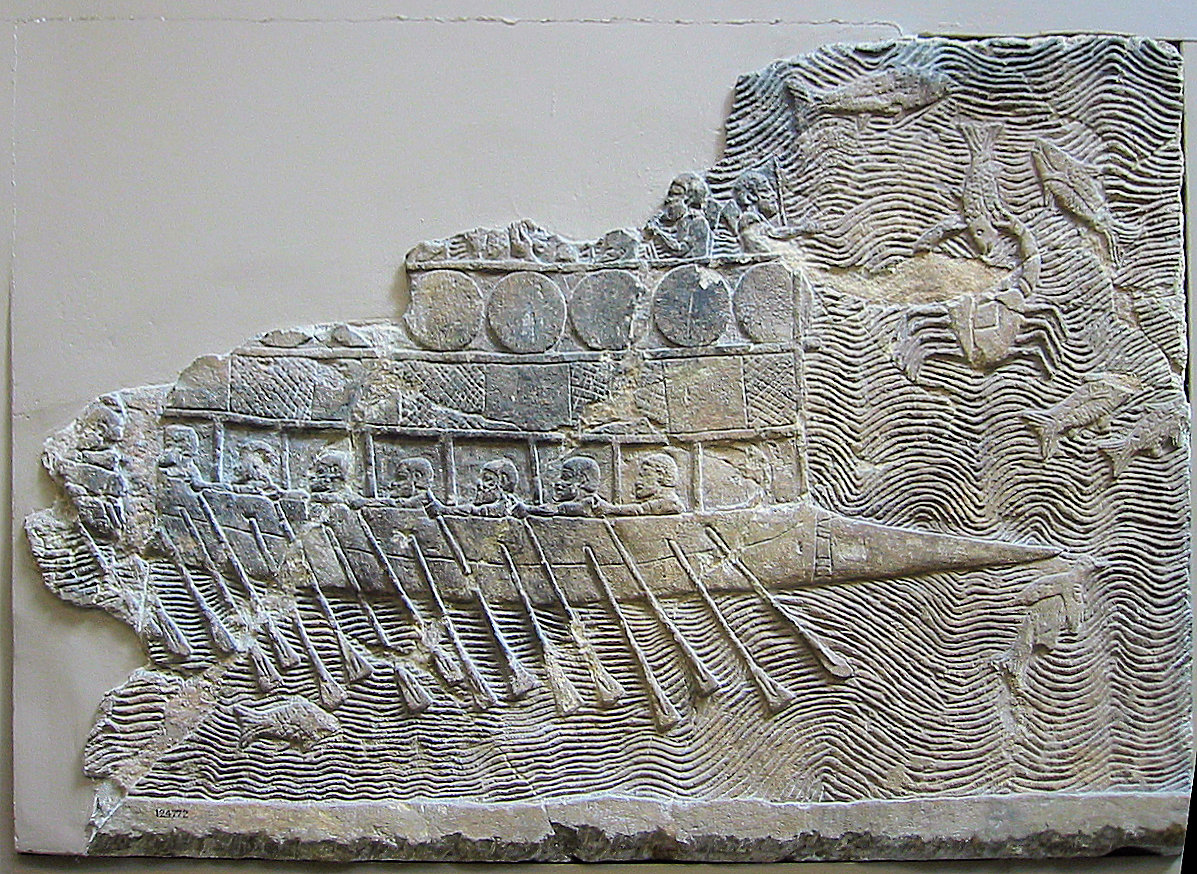
Föníciai készítésű asszír hadihajót ábrázoló domborműtöredék Ninivéből (i. e. 700 körül)

A föníciaiak voltak az ókor legjobb hajóépítői. Az összeomló krétai hatalom helyét átvéve előbb a Földközi-tenger keleti medencéjére terjesztették ki befolyásukat, majd folyamatosan előretörtek nyugat és az Indiai-óceán felé is. i. e. 1100-ban megalapították Gader városát, 814-ben Karthágót. Tudásukat rendszeresen igénybe vették a Föníciát meghódító, alapvetően szárazföldi beállítottságú birodalmak, mint az asszírok vagy a perzsák.
Hajóik kiválóságát jelzi, hogy i. e. 500 körül Hanno pun hadvezér 60 hajóból álló flottájával feltárta Nyugat-Afrika partvidékét egészen Kamerunig. Hasonló útra vállalkozott Himilkó karthágói hajós is i. e. 525 körül, amikor Nyugat-Európa partjai mentén eljutott az ónban gazdag Britanniáig.
Több újítás fűződik a föníciaiak nevéhez. Ilyen a kétevezősoros hajtás és az evezősök fölé emelt fedélzet is, amelyen a harcosok tartózkodtak. Megjelenik az árbóckosár is, amelyet kötélhágcsón érnek el a matrózok. A föníciai hajók minden kétséget kizáróan bordaszerkezettel készültek, ezt bizonyítja a döfőorr a hadihajókon és az egyiptomiaknál látott merevítő kötélzet hiánya.
A föníciaiaknál alakult ki először az ókorban és a középkorban egyaránt jellemző hosszúhajó-kerekhajó különbség.
- A hosszúhajó, más néven gálya karcsú, gyors, általában 25–30 m hosszú, evezővel hajtott (és csak kiegészítésként vitorlával ellátott) jármű. Csak parti vizekben volt használható, de a széltől függetlenül tudott haladni. Általában katonai célra épült. Az ókorban és a kora középkorban ez a típus játszotta a főszerepet, később a tökéletesedő vitorláshajók háttérbe szorították.[11]
- A kerekhajó széles, nehézkes formájú hajó volt, mely kizárólag a szél energiájára hagyatkozott haladásában. A szélesség:hosszúság arány kezdetben 1:2,5 vagy 1:3 körüli, de idővel a kerekhajók egyre hosszúkásabbá váltak. Alkalmasabb nyílt tengeri utazásokra és nagyobb rakomány befogadására.[11]

#### Görögök
A mükénéi akhájok eltanulták a krétaiak és föníciaiak (phoinikok, phaiákok) hajóépítő tudományát, majd részt vettek a minoszi kultúra megdöntésében. Az i. e. 12. században bekövetkező népvándorlás az ő uralmukat is elsodorta, ám a helyükre beözönlő görög törzsek átvették és továbbfejlesztették a tengerész hagyományokat.
A görögöknél is kétféle hajótípust különböztethetünk meg, a gyors járású evezős gályákat és a vitorlás teherhajókat.
A teherhajók általában 10-20 méter hosszú, egy-, ritkábban kétárbócos hajók voltak, árbóconként egy-egy négyszögletes vitorlával.

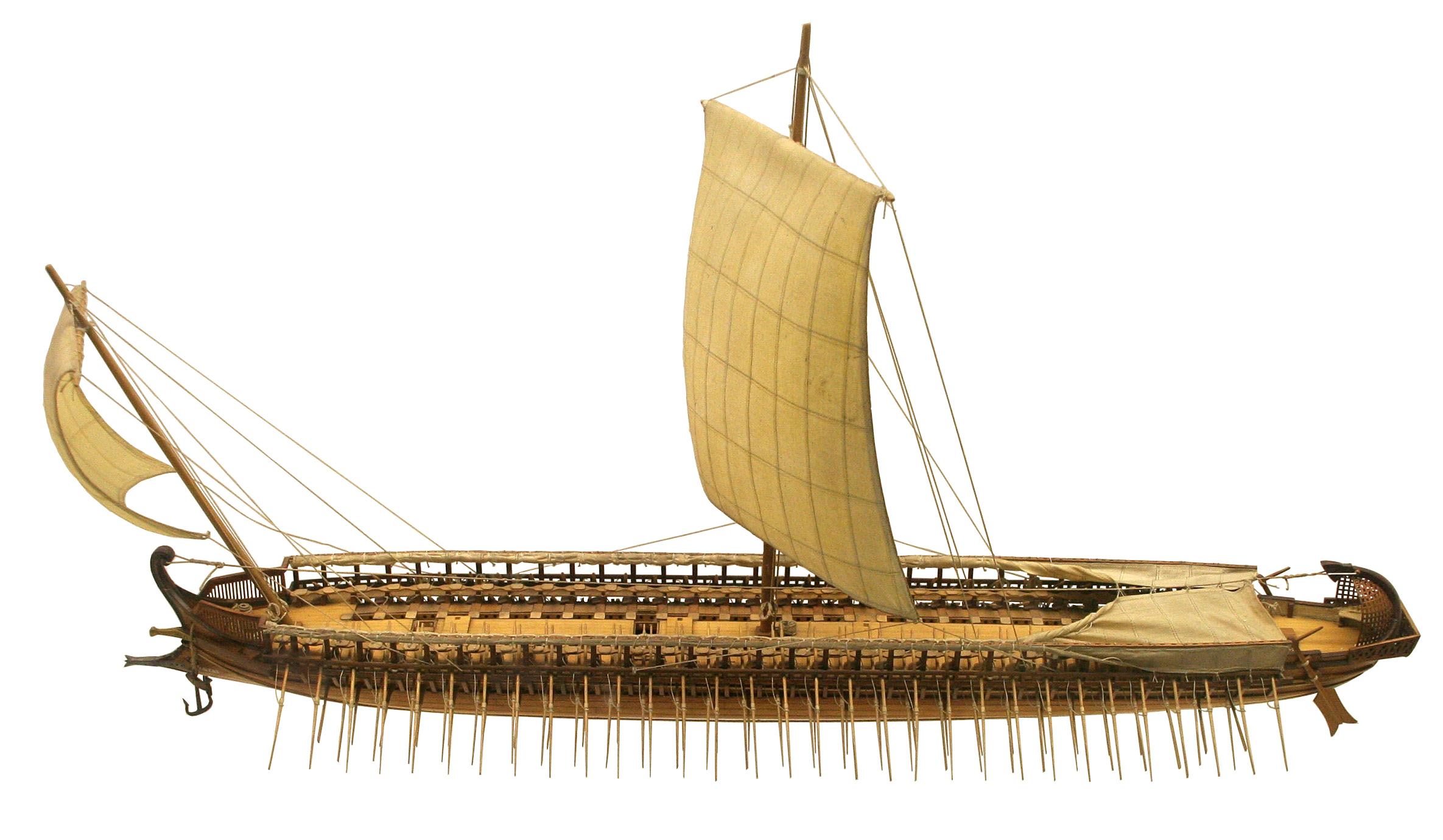
Triérész

A gályák közül először az egy evezősoros (monera), ötven evezős (pentekontera) típus terjedt el. Ennek hossza kb. 25 méter, szélessége 3 méter lehetett. A monerák áruszállításra is alkalmasak voltak. Később a sebesség fokozása érdekében föníciai mintára áttértek a többevezősoros hajók (diérész, triérész) építésére. A felsőbb evezősorok hatékonyságát jelentősen növelte az evezőszekrények alkalmazása. Állítólag egy korinthoszi hajóács, Ameinoklész alkalmazta őket először i. e. 704 körül. Így terjedt el előbb a kétevezősoros diera majd a görög–perzsa háborúk idején a triera.
i. e. 318-ban Szürakuszaiban megépítették az első öt evezősoros gályát, ami később a római-pun háborúk egyik meghatározó hajótípusa lett. Ezután a görög és az egyiptomi uralkodók versengeni kezdtek, melyikük épít nagyobb gályát. A kortárs beszámolók 6-40 evezősoros hajókat említenek, de a nagyobb számok igen valószínűtlenek. Ezek közé tartozik II. Hierón zászlóshajója, a Szürakuszai is, amit Arkhimédész tervezett. A felső fedélzet állítólag 2,7 m magas volt, voltak a hajón fürdők, kertek, Aphrodité-templom. A hajó állítólag 20 evezősoros volt, egyszerre 2000 tengerész látott el rajta szolgálatot. Rendelkezett 200 méteres hatótávolságú katapulttal, ellenséget megcsáklyázó és ellenséges csáklyázást meghiúsító szerkezetekkel.
A görög utazók közül kiemelkedik a massziliai Pütheasz, aki i. e. 330 körül indult el Masszíliából, végighajózott Európa nyugati partjai mellett, majd Írország és Britannia között elhajózva eljutott Thuléig, amelyet Izlanddal, Norvégiával vagy a Shetland-szigetekkel azonosítanak.
Lásd még: Triérész

#### Rómaiak
Cnaeus Pompeius Magnus hadvezér navigare necesse est, vivere non est necesse vagyis „hajózni kell, élni nem” szólása kiemeli a hajózás szerepét Róma nagyhatalmi pozíciójának elérésében és fenntartásában, valamint gazdasági életében. A görögökhöz hasonlóan a Római Birodalomban is használtak külön hadi- és teherhajótípusokat.

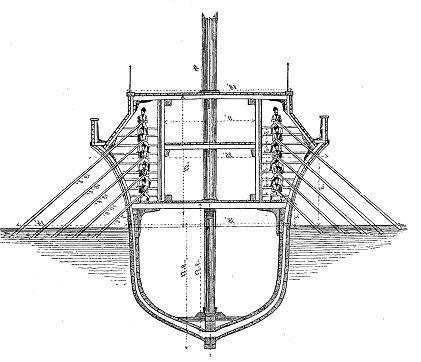
Az öt evezősor elrendezése a quinqueremában

A rómaiak az első pun háború idején (i. e. 3. század) építettek először hajókat, melyeket a karthágóiaktól másoltak. Rövid idő alatt hatalmas flottát építettek. A legenda szerint egy partra sodródott karthágói ötevezősoros hadihajó mintájára építették meg 100 hajós flottájukat. A hajókat továbbfejlesztették, csapóhidat, corvust helyeztek a hajóra. A két- és háromevezősoros hajótípusokat is átvették a görögöktől birema, illetve trirema néven.
Később a rómaiak a kisebb hajókat részesítették előnyben a harctéren, és a nagy többevezősoros hadihajókat felváltották az egy evezősoros liburnák. Az i. e. 1. századtól a liburnák alkották a római flották zömét. Jelentős szerepük volt a Földközi-tenger keleti részét veszélyeztető kalózok visszaszorításában, illetve az actiumi tengeri ütközetben (i. e. 31) a győztes Octavianus seregében. A két dunai hadiflotta a liburna folyami változatát is alkalmazta.
A fürge mozgású hajók evezősei rendszerint rabszolgák és hadifoglyok voltak, akiket az evezőhöz láncoltak, hogy ne tudjanak elmenekülni. 
Róma városának élelmezési gondjait a provinciákból szállított gabonával enyhítették, ehhez nagy befogadóképességű teherhajókra volt szükség. Ezért szakítottak a hagyományos típusokkal és helyettük nagyobb, robusztusabb, a régi típusok előnyeit ötvöző hajót terveztek, a corbitát. Ezeket az evező nélküli hajókat a főárbócon elhelyezett vitorlán kívül orrvitorlával is felszerelték. Az átlagos teherhajó 40 méter hosszú és 25 méter széles volt, de tudunk 55 méter hosszúról is. A nagyobb corbiták akár 300 tonna teher szállítására is alkalmasak voltak.
Néhány újítás is köthető a rómaiak nevéhez. Ilyen a hajófenék védelmére, a fúrócsiga ellen alkalmazott vékony ólomborítás, a kormányosok részére a tat két oldalán épített oldalerkély és a navigátornak megfelelő kilátást biztosító tatfedélzet.
A keleti kapcsolatoknak (arabok, indiaiak) köszönhetően a keresztvitorlát fokozatosan felváltotta a latin- és a luggervitorla, amelyekkel oldalszélben is könnyen kezelhetővé váltak a hajók.

### Középkor

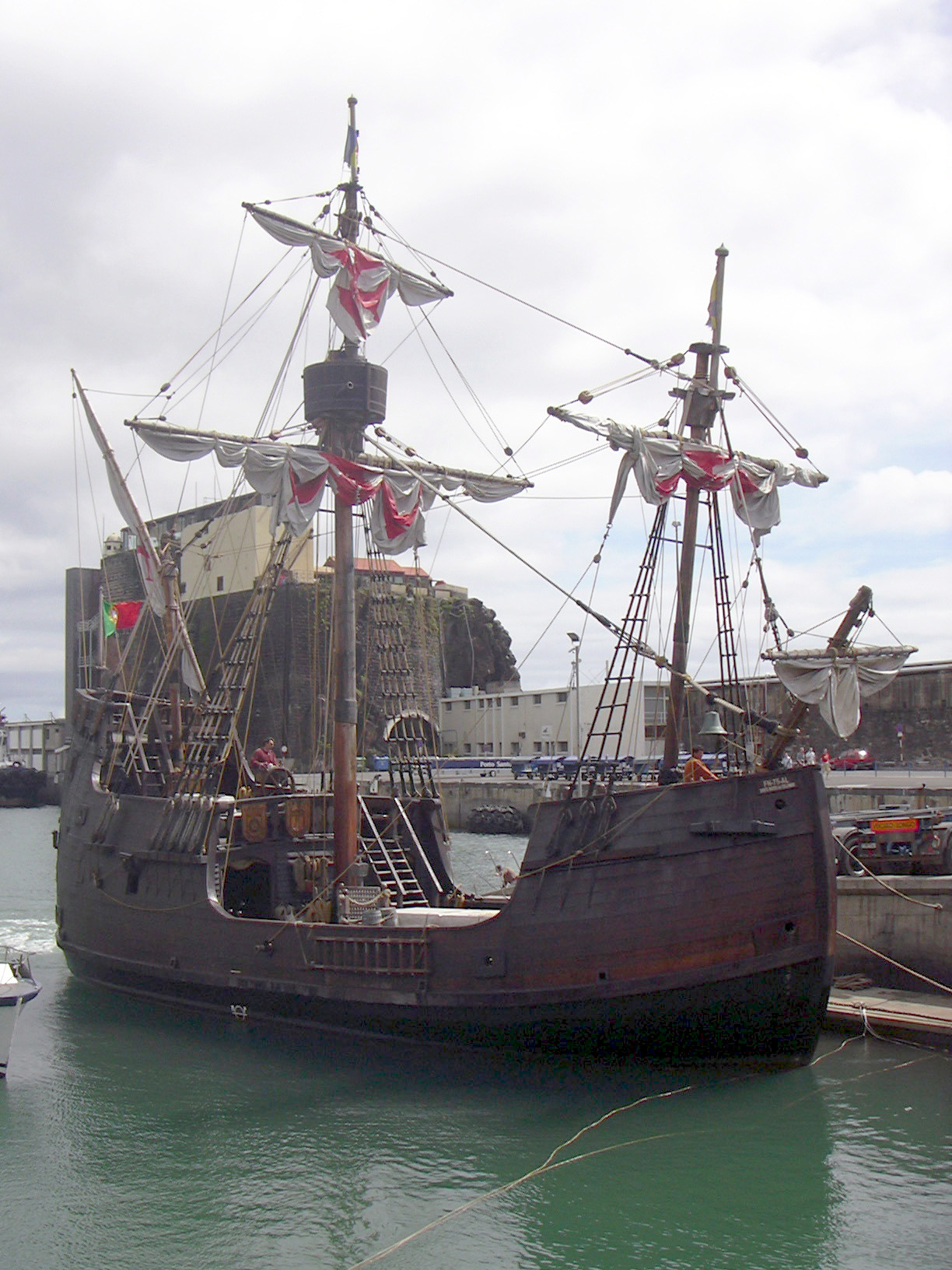
Az újjáépített Santa Maria

A középkort a hajózás terén lassú, de folyamatos fejlődés jellemezte. Számos technológiai újítás született, a flották létszáma, a hajók mérete folyamatosan nőtt. Annak ellenére azonban, hogy a kereskedelemben és az áruszállításban a hajózásnak Európa szerte nagy fontossága volt, a hajók többsége nem merészkedett ki a nyílt óceánra.
A középkori hajótípusokat nehéz kategóriákba sorolni, építőik ui. nem csoportosították őket. A ránk maradt források is meglehetősen következetlenek. A kategóriákba sorolást a későbbi időszakok hajóépítői alakították ki, így az adatok gyakran ellentmondásosak.
A korszak első felére jellemző a kettősség – láthatóan elválik egymástól a Mediterráneum Bizáncon át a római időkre visszavezethető hajózási, hajóépítési kultúrája, amit elsősorban a Velencei Köztársaság képviselt valamint a nyugat- és észak-európai, főleg viking hatásokat mutató technológia. A kereskedelem bővülésével ezek a különbségek csökkennek, a 14. században egyes hajótípusok éppúgy megtalálhatók Spanyolországban és Velencében, mint a Hanza városok flottájában.
A korszak legnagyobb, és azóta is élő újítása a fartükörre szerelt kormány 12. századi megjelenése volt. Az északi területek tengereire jellemző nagy hullámokban a kormányevező nem volt hatékony. A fartükörre szerelt kormánylapátra nagyobb erőket lehetett átvinni, robusztusabb szerkezeteket lehetett építeni úgy, hogy a hajók kormányozhatósága javult. A megoldás gyorsan terjedt, a korszak közepére már a Mediterráneum gályáit is ilyen kormánylapáttal építették.
A 15. században a hajótest építésének hagyományos technológiáját, a klinkerpalánkozást felváltotta a karvelpalánkozás.

#### Mediterráneum
A Földközi-tenger medencéjében a középkorban az ókor végén kialakult evezős hadihajók módosított változatai éltek tovább. A part viszonylagos közelsége és a nyílt óceánnál enyhébb viharok miatt megmaradt az evezős hadihajók fölénye a vitorlásokkal szemben. A nehezen kezelhető keresztvitorlát azonban fölváltotta a latinvitorla, megjelentek a két- majd háromárbócos konstrukciók.
Bizánc haditengerészete volt az utolsó, amely kétevezősoros gályákat, drómonokat használt, Nyugaton már az egyevezősoros változat terjedt el. A drómon az ókori gályák mintájára, kezdetben döfőorral épült, majd az a tengeri csaták megváltozásával fokozatosan eltűnt. A bizánci drómonokat katapulttal és görögtüzet okádó szifonnal szerelték fel.
A bizánciaknak több egyéb hajótípusa is volt, például a szelander.
A középkori Mediterráneumban fontos szerepet játszottak Bizáncon kívül az arabok és az itáliai városállamok (főként Velence), majd később a spanyol államok is. Ezek az új szereplők is a térségben meglévő hagyományokat, vagyis az evezős gályákat vették át. A vitorlarudak hossza általában megközelítette a hajó hosszát, az evezők kb. 12-15 méter hosszúak voltak. Mivel a gályák oldalát az evezősök foglalták el, a tűzfegyverek megjelenésekor azok a hajó végére és az előhajóra kerültek. A gályák keskeny teste, kis állékonysága miatt az oldalirányú tüzelés nem volt kivitelezhető, felboríthatta volna a hajót. Ennek megfelelően a gályák harcmodora különbözött a későbbi tengerjáró vitorlásokétól, nem oldalról tüzelt az ellenségre, hanem menetirányban volt a legnagyobb a tűzereje.
A gályák legénysége a középkorban 300-450 körül mozgott, és nagyjából feleennyi gályarab dolgozott az evezők mellett.
A 15. század vége felé kifejlődött a gályák és a nyugat-európai vitorlások egy különös keveréke, a galeasz, amely rövid ideig fontos szerepet játszott a tengeri harcokban. Alakjában hasonlított a gályákhoz, de azoknál jóval (kb. egyharmaddal) nagyobb volt fő méreteiben. Orra nem a gályáknál megszokott hosszú csőrben végződött, hanem a korabeli vitorlásokban megszokottak szerint rövid, kissé felfelé ívelő volt. 25-30 pár evezővel rendelkezett, ezért a gályáknál lomhább volt, a hadrend második vonalában harcolt. A középhajón zárt fedélzettel rendelkezett, és a hajó elején és végén kialakított hajóbástyák mellett itt is elhelyeztek ágyúkat.
Nagy méretének köszönhetően kereskedelmi áruszállításra is alkalmas volt, a velenceiek Levantétől Londonig használták gyorsáru-fuvarozásra.

#### Nyugat- és Észak-Európa

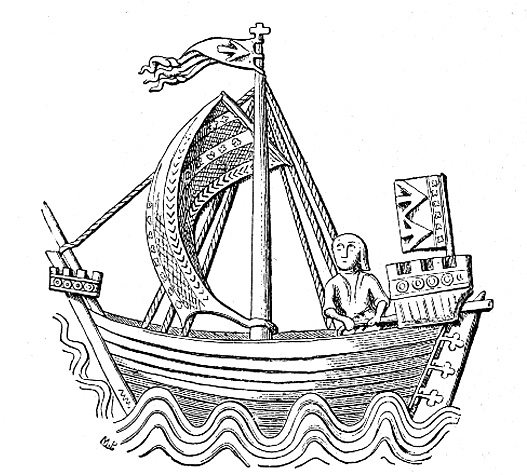
A korszak egyik hajótípusa, a kogge. Megfigyelhető minden jellemző rész, a klinkerpalánkozású test, az orron és a taton található bástyák, az egy darabból álló árbóc, a keresztvitorla és a fartükörre szerelt kormány

Az északi területek vizeinek időjárása nem tette lehetségessé az alacsony építésű, evezőkkel hajtott hajók alkalmazását. A Hanza-városok kereskedelmét támogatandó tengerálló, 3:1 hossz/szélesség arányú, aránylag nagy merülésű hajótípusok terjedtek el, amelyet keresztvitorlával és/vagy latinvitorlával szereltek fel.
Észak- és Nyugat-Európa hajója volt a 12-13. században a nef. A Hanza-szövetség előbb a kogge, később a hulk típusú hajókkal bonyolította le a kereskedelmet. Ezeknek a hajóknak egy árbócuk és keresztvitorlázatuk volt. Jellegzetes szerkezeti elemük volt a hangsúlyos orr- és farbástya. A 13. században újabb hajótípus jött létre, a karavella. A karavella aránylag kis (30 m-nél rövidebb) testű, kis merülésű, alacsony szabadoldallal rendelkező, általában háromárbócos hajó volt, amelyet latinvitorlákkal szereltek fel. Fürgesége és kedvező cirkálótulajdonságai miatt a part közeli hajózás egyik alapvető típusává vált. A karavellából kialakult nagyobb hajót karakknak nevezték. A karakk általában háromárbócos, elő- és főárbócán keresztvitorlát, a mizzenárbócon latinvitorlát viselő hajó volt. A kor igazi mindeneseként szolgált, és öblös testében több száz tonna rakományt szállíthatott. Ez két hajótípus volt az első két nyílttengeri hajózásra alkalmas hajótípus. Kolumbusz hajói közül a Santa Maria karakk, a másik kettő karavella volt.

#### Vikingek
A középkorban az első tekintélyesebb tengeri távolságokat maguk mögött hagyó európai nép a vikingek voltak. A közel 30 méter hosszú hajóik elsősorban hadi célokat szolgáltak. A karcsú hajókat evező és vitorla is vihette előre. A hajók elejét állatfejek díszítették.
A viking hajók jellemzője az erős gerinc, a magasra felmeredő orr, a széles, lapos hajótest, ami stabil haladást tett lehetővé viharos tengeren is (könnyebb volt vele a partot megközelíteni vagy akár a homokos partra kivontatni a hajót). Egy keresztvitorlával és egy evezősorral is rendelkezett. A viking hajó egyik jellemzője, hogy egyetlen kormányevezővel irányították, amit mindig a hajó jobb oldalán helyeztek el. (Ennek a kormánynak a norvég neve styri, ebből ered az angol steer=kormányozni, és a steer-board szó, amiből később starboard lett). A starboard szót manapság is a hajó jobb oldalának megnevezésére használják.
A vikingek ezekkel a látszólag törékeny hajókkal nem csak a környező szigeteket (Írország, Izland, Grönland) fedezték fel, hanem eljutottak Észak-Amerikába is – több száz évvel Kolumbusz előtt.

### Korai újkor

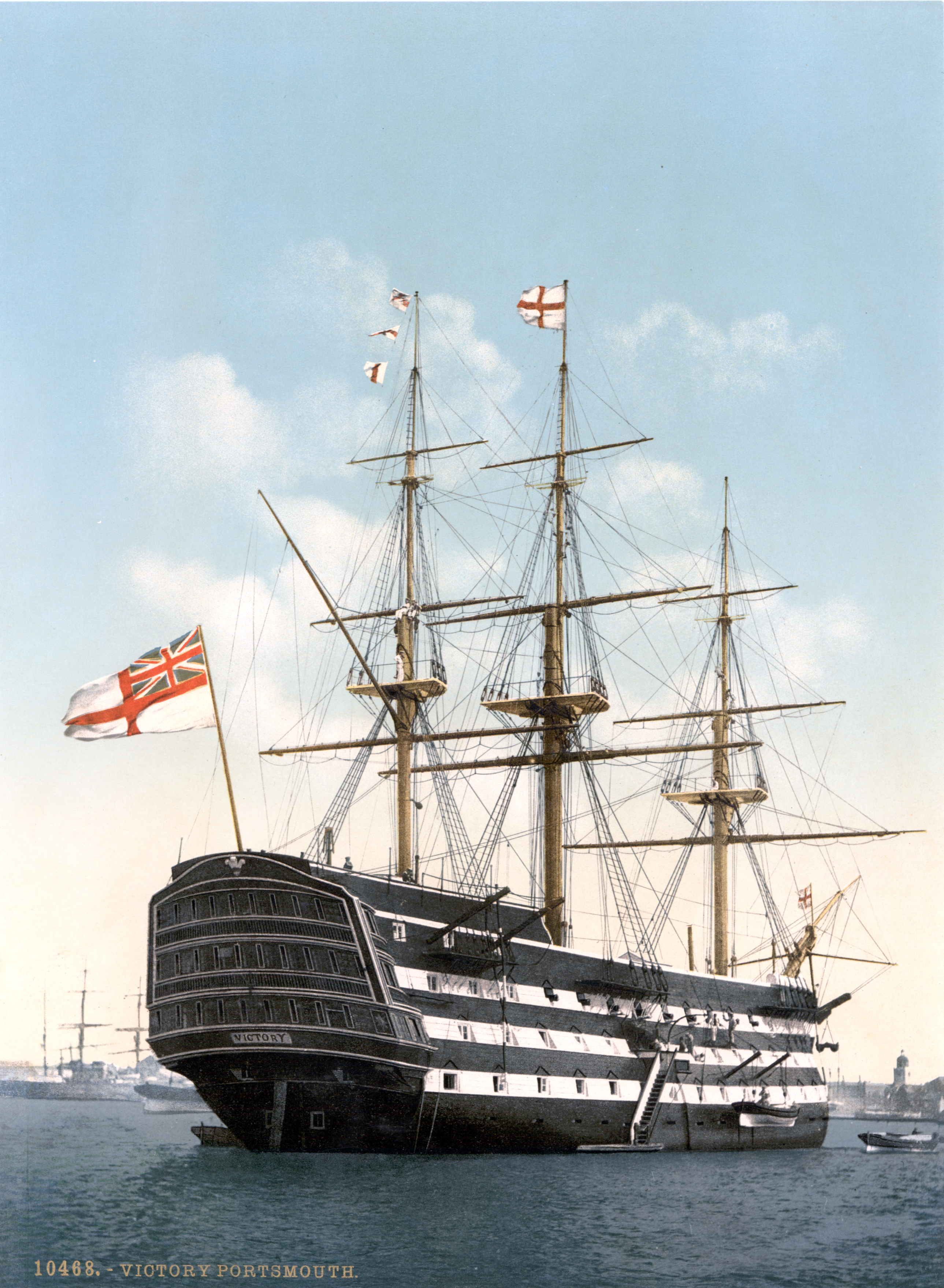
A HMS Victory Portsmouthban

A 16. századtól a nagy földrajzi felfedezések eredményeképp a hajózás globálissá vált, a tengerésznemzetek száma ötre nőtt: az angoloknak, a franciáknak, a hollandoknak, a portugáloknak és a spanyoloknak volt jelentős flottájuk. Mind az amerikai („nyugat-indiai”) mind az indiai, kínai gyarmatosítás és kereskedelem tengerálló, nagy hatótávolságú és befogadóképességű hajókat igényelt. A nagy távolságok miatt a hajóknak képeseknek kellett lenniük az önvédelemre – ezért ebben a korban nem vált el egymástól a hadihajó és a kereskedelmi hajó.
Az ágyú ebben a korban alapvetően megváltoztatta a hajók kialakítását. A folyamatosan tökéletesedő tűzfegyver számára a hajók ideális platformnak bizonyultak, de ehhez konstrukciós változásokat kellett tenni. A hajó elejéről és végéről eltűntek a bástyák, és az ágyúkat először a felső fedélzeten, majd az angol James Baker ötlete alapján az alsó fedélzeteken, több sorban helyezték el. Ebben az esetben a hajók oldalába vágott, csapóajtóval zárható ágyúnyílásokon keresztül lehetett tüzelni.
Több alapvető technológiai újítás is ebben az időszakban jelent meg. Az egy darabból álló árbócot felváltotta az először két, majd három részre osztott árbóc (az árbóctörzs mellett újonnan megjelenő részek neve derékárbóc és sudárárbóc). A vitorlázat is összetettebbé vált, az árbócokon a fővitorlák mellett sudár- majd derékvitorlákat is alkalmaztak. A hajóépítésben szinte teljesen egyeduralkodóvá vált a karvelpalánkozás. A hajóépítés, mint szakma és tudomány egyre egzaktabbá vált, megjelentek a tervezett hajó főbb tulajdonságait bemutató modellek, rajzok, elkészültek az első hajóépítéssel foglalkozó szakmunkák.
A korszak első jelentős típusai a karakk továbbfejlesztésével kialakult galleon és pinasse típusok voltak. Ezek a hajók általában háromárbócos, a két első árbócon keresztvitorlákkal, a mizzenárbócon hosszvitorlával felszerelt típusok voltak és egy árbócra már több vitorlát is fölszereltek. A galleon egyértelműen angol konstrukció volt. A hollandok fleute típusú hajókat építettek. A galleon típus legjelentősebb darabja az angol Phineas Pett által épített és 1637-ben elkészült Sovereign of the Seas, az angol technológiai fölény egyértelmű kifejezése volt. Árbócaira már derékvitorlát alsó- és felsősudár vitorlát húzhatott, mizzenárbócán is keresztvitorlákat hordott így a teljes vitorlázatú hajó előfutárának tekinthető.
A 18. században alakult ki a kereskedelmi és hadivitorlások legfejlettebb típusa, a teljes vitorlázatú hajó. A teljes vitorlázatú hajó három, frakcionált árbóccal rendelkezett, valamennyi árbócán keresztvitorlákat hordott. Árbóconként egy fővitorlával valamint egy vagy két derékvitorlával és sudárvitorlával rendelkezett. A cirkálóteljesítmény (a szél felé történő vitorlázás képessége) javítása érdekében orrárbócán több háromszögletű orrvitorlát, árbócai között több, szintén háromszögletű tarcsvitorlát és a mizzenárbócon a keresztvitorlák mellett általában egy gaffos hosszvitorlát viselt. A vitorlákon megjelentek a vitorlafelület csökkentését szolgáló reffsorok. Bőszeles irányokban a vitorlarudakat meghosszabbították, és ezekre a hosszabbításokra további. ún. szárnyvitorlákat húztak, tovább növelve a vitorlafelületet. Ez a kifinomult és bonyolult vitorlázat tág határok között volt állítható, így komoly sebességet és nagyon jó manőverezőképességet biztosított a hajóknak.
A kor hadihajóin megjelenő ágyúfedélzetek a taktikai eljárásokat is megváltoztatták. Ezek a hajók tűzerejük legnagyobb részét oldalirányban tudták használni, így egymás mögött, sorban vonultak fel a csatákban. Innen eredeztethető a korszak reguláris hadihajóinak sorhajó elnevezése. A sorhajókat az ágyúk száma szerint csoportosították, az első osztályú sorhajó legalább 90 ágyút hordozott.
A sorhajónak és a teljes vitorlázatú hajónak leghíresebb, máig megtekinthető példája a HMS Victory. Az 1759 és 1765 között épült hajó 69,2 m-es hosszával, 15,8 m-es szélességével az akkori hajóépítési technológia maximumát jelentette. Három ütegfedélzetén és felső fedélzeten összesen 102 ágyúja volt, védelmét kettős, helyenként fél méter vastag tölgyfapalánkozás biztosította. Árbócain összesen 5480 m² vitorlát hordott, sebessége elérte a 11 csomót. Lord Nelson parancsnoklása alatt az angol flotta zászlóshajója volt a trafalgari ütközetben.
A 18. század folyamán a fregatt volt a legjellegzetesebb hajótípus. Ezeket a hajókat 24-28 ágyúval szerelték fel. A kor legnagyobb hajói – a sorhajók – több mint 100 ágyút is vihettek.

### 19. század

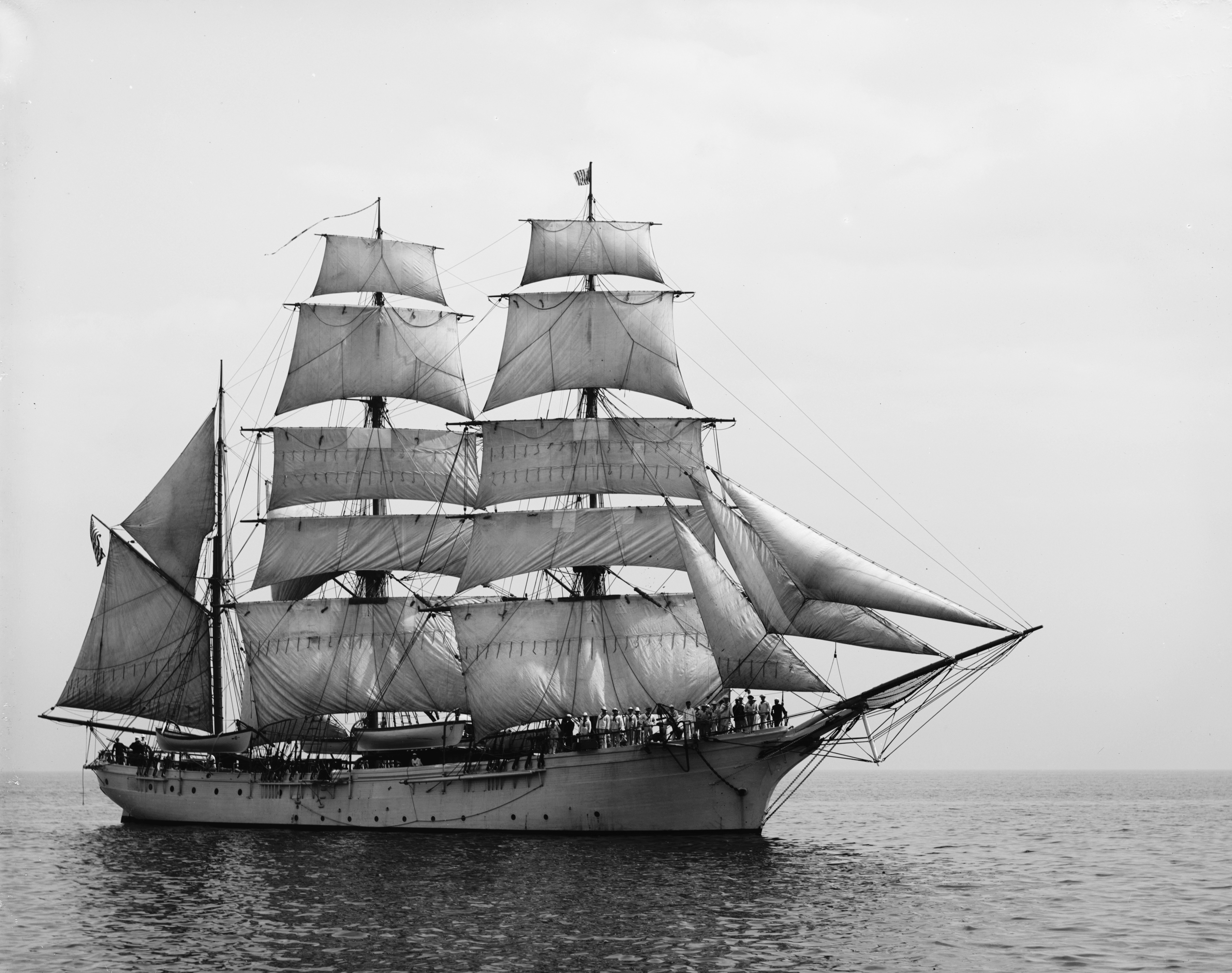
A kor tipikus kereskedelmi vitorlása, a háromárbócos bark

A 19. századi ipari forradalom és a dinamikusan fejlődő világkereskedelem a hajózásban is forradalmi változásokat okozott. Mivel a kereskedelem meghatározó hányada vízen bonyolódott, a gyarmatokkal a kapcsolattartás tengeri úton volt lehetséges, a hajózás továbbra is a korszak meghatározó tényezője volt. Ehhez hozzájárult a technológiai fejlődés számos olyan eredménye is, amely a hajózást közvetve vagy közvetlenül érintette és hatékonyságát nagyban segítette (navigációs eljárások és eszközök, megbízható térképek, szikratávíró).
A század első felében a vitorlás hajóknak volt meghatározó szerepük. Az egyre modernebb technológiával épülő hajók (főleg barkok, barkentinek) aránylag kis legénységgel (20-30 fő) tudtak igen nagy távolságokat biztonságosan megtenni. A kereskedelmi vitorlások még a 20. század elején is használatban voltak, és a 19. század végéig a gőzhajók terjedése ellenére sok esetben (nem romlandó tömegáru, gyapjú, gabona, foszfát, fa szállítása) versenyképes alternatívát jelentettek. Ennek elsődleges oka az akkori gőzgépek és gőzhajók alacsony hatásfoka, illetve (a szükséges szénkészlet nagysága miatti) korlátozott hatótávolsága volt. A közepes nagyságú háromárbócos vitorlások gond nélkül megtették a London-Sydney távot kikötés nélkül, erre a kor egyetlen gőzhajója sem volt képes. A vitorlások hatótávolságát gyakorlatilag csak a legénység számára szükséges készletek mennyisége határozta meg. A Panama-csatorna 1914-es megnyitásával, az Atlanti- és Csendes-óceán közötti víziút lerövidülésével tettek szert a gőzhajók behozhatatlan előnyre.
A kor technológiai újításait a vitorlások építésében is alkalmazták. A század eleji tisztán faépítésű hajók után megjelentek a vegyesépítésű, vasból készült gerinccel és bordákkal, árbócokkal készült hajók. A korszak és a kereskedelmi vitorlázás technológiai csúcsát és egyben végét jelentő egyik hajó volt a Preussen, az 1902-ben épült, 11 300 tonna vízkiszorítású, tisztán fémépítésű, ötárbócos, teljes vitorlázatú hajó.

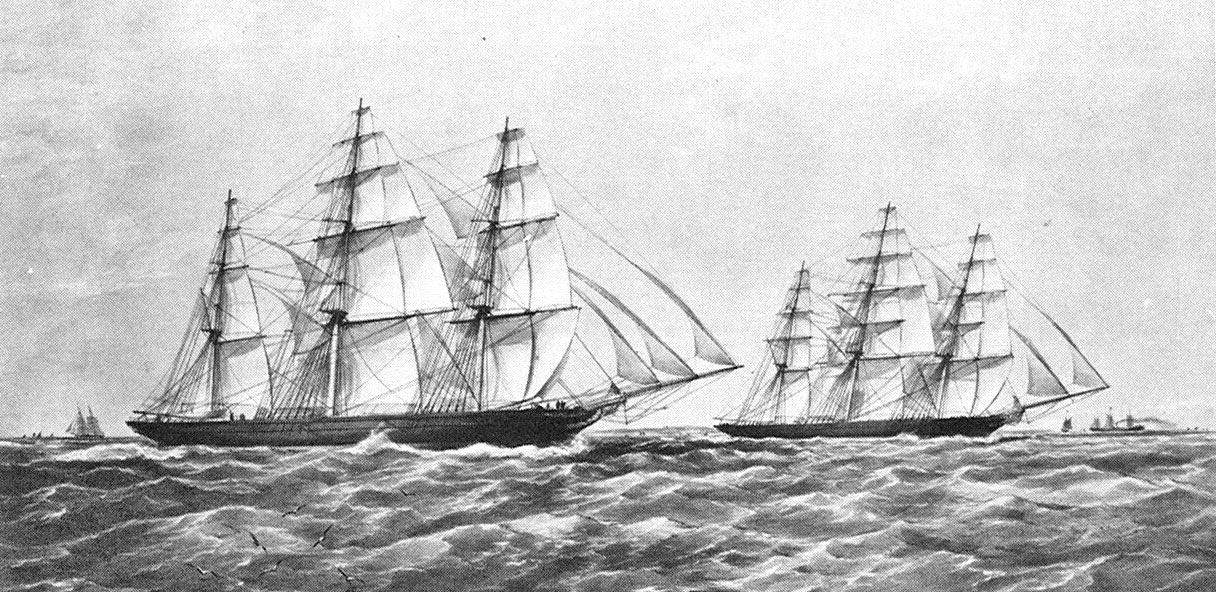
A Taeping és az Ariel klipper az 1866-os teaversenyen

A 19. század legendás, a vitorlával történő hajózás csúcsát jelentő jellegzetes hajótípusa volt a klipper. A klipperek elsősorban sebességre tervezett, gyorsjáratú, háromárbócos, teljes vitorlázatú hajók voltak. A minél nagyobb sebesség elérése érdekében hosszú, karcsú testtel, magas árbócokkal építették és több kiegészítő vitorlával látták el őket. Mivel hordképességük általában 1000 tonna alatt maradt, elsősorban kis tömegű, de értékes áruk (tea, ópium) gyors szállítására használták őket. A gyorsaságnak kereskedelmi jelentősége is volt – a szezon első kínai teaszállítmányával érkező hajó rakománya csillagászati áron kelt el, nem beszélve arról, hogy a hajókra óriási fogadásokat is kötöttek. Ez vezetett a Kínából induló klipperek közötti teaverseny kialakulásához.

#### A gőzhajózás kora
A század legnagyobb, a hajózás és a hajók jövőjét máig meghatározó újdonsága a gőzgép volt. Robert Fulton építette az első gőzgéppel hajtott hajót 1807-ben. A fából készült hajó neve Clermont volt.
A század elején a gőzhajókat elsősorban folyami és part menti hajózásban alkalmazták. 1819-ben a Savannah nevű hajó volt az első gőzös, amelyik átküzdötte magát az Atlanti-óceánon. Az utat Savannah-ból Liverpoolba majdnem egy hónap alatt tette meg. A hajó inkább vitorláival haladt, gőzgépeit csak 85 órán keresztül használta.
Ezután 19 évnek kellett eltelnie, hogy újabb gőzgéppel hajtott hajó keljen át az Atlanti-óceánon. 1838 áprilisában két hajó (Great Western és a Sirus) indult Angliából New Yorkba. Mindkét hajót nagy lelkesedéssel fogadták New Yorkban. Ezzel a tengerhajózásban beköszöntött a gőzhajók korszaka.
1822-ben jelentek meg az első fémépítésű hajók, de csak a század második felében terjedtek el. Először a hajógerinc, a bordák és a fedélzeti gerendák készültek vasból. A fából készült palánkokra a merülési vonal alatt rézlemezeket erősítettek, hogy elejét vegyék a hajóféreg által történő rongálásnak.
A gőzgépeket, hajókazánokat folyamatosan fejlesztették, így növelni tudták a gőz nyomását és így gazdaságosabbá tudták tenni a gőzgépeket. A folyami gőzhajókat lapátkerekek vitték előre. A lapátkerekek azonban nem váltak be a tengeren és az óceánon, így 1845-ben megjelent az első hajócsavarral ellátott hajó, a Great Britain. Ettől kezdve a tengerjáró hajókat hajócsavarral hajtották.
A gőzhajók a külső megjelenésükben is kezdtek eltérni a vitorlás hajóktól. 1850-ben jelent meg az első függőleges orrtőkével kialakított gőzhajó, az amerikai Atlantic. A hadihajók építésében mérföldkő lett az 1859-es HMS Warrior csatahajó. Az 1870-es évektől kezdve a gőzösök kiegészítő felső fedélzeteket kaptak lakóhelyiségekkel és társalgókkal. Az 1880-as években a gőzhajókon a vitorlák feleslegessé váltak. A vas helyett 1877-től acélt használtak a hajóépítésben.
A dugattyús gőzgépek teljesítményhatárai korlátozottak voltak. Charles Algernon Parsons angol feltaláló gőzturbinás hajót épített, a Turbiniát, amivel 34,5 csomó sebességet ért el. A figyelmet magára azzal hívta fel – az admiralitás többszöri elutasítását követően – hogy 1897-ben, Victoria királynő trónra lépésének gyémántjubileumán a flotta díszfelvonulásán a flotta közepén átszáguldott, és faképnél hagyta a nyomába szegődő leggyorsabb hajókat is. A Turbinia ma a Discovery Museumban látható.

### A modern hajótípusok kialakulása
Hamarosan igény jelentkezett arra, hogy különböző hajótípusok alakuljanak ki. A 19. század utolsó negyedében kialakult a gyors járású gőzhajó, mely utasokat, postát és a sürgős rakományt szállította, valamint a lassabb tehergőzösök, melyek árukat szállítottak. Ekkor bocsátották útra az első speciális építésű gőzhajókat: személy-, szén-, érc-, ömlesztett- és darabárut szállító hajók, valamint hűtőhajók, tankhajók (tartályhajók).

### 20. század

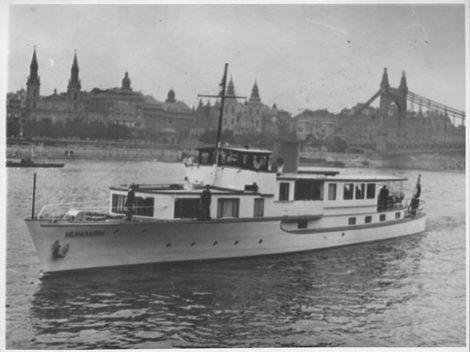
A Honvéd Dunai Flottilla parancsnoki hajója és vezetési pontja 1944-ben

Rudolf Diesel találmányát, a dízelmotort 1904-ben szerelték először hajóba. 1911-ben Roald Amundsen a Fram nevű hajójába dízelmotort építtetett déli-sarki útjára, ez volt a dízelmotor egyik legkorábbi tengeri alkalmazása. A hajó ma Oslóban, a Fram-múzeumban látható. (A Fram még háromárbócos szkúnervitorlázatú hajó volt.) Az első dízelmotorral szerelt nyílttengeri motorhajó, a Seelandia, 1912-ben épült.

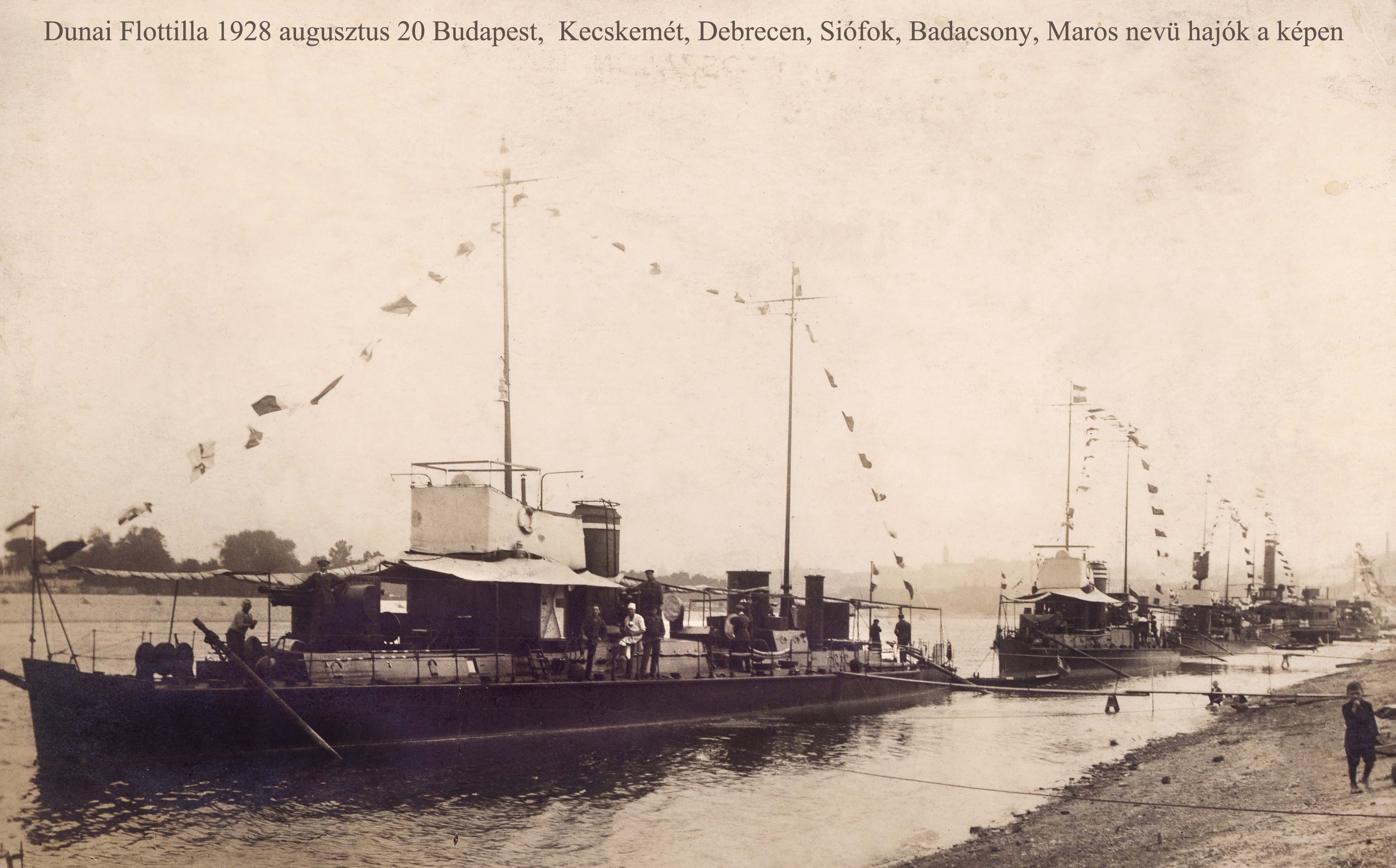
Dunai flottilla 1928. augusztus 20-án

A 20. században kialakultak a konténer-, valamint a vegyszer- és gázszállító hajók.

## Környezeti vonatkozások
- A motoros hajók okozta csavarzaj, valamint a különböző szonárok keltette ultrahanghullámok zavarhatják egyes tengeri élőlények (különösképpen a cetfélék) kommunikációját. Megállapították, hogy a tengeri zajszennyezés az északi simabálnák esetében egyértelműen emeli a stresszhormonok szintjét.[19]
- A tartályhajó-szerencsétlenségek pl. az Exxon Valdez tragédiája sok tengeri élőlény pusztulását, sérülését okozzák.[20][21]
- A hajók élettartama 25-60 év között van, (pl. repülőgép-hordozó Nimitz osztály 50 év, a BKK budapesti hajói kb. 25 év), nagy részük ekkor bontásra kerül, de sok elsüllyedt hajóroncs található a folyókban, melyek hulladékhasznosítási szempontból, valamint környezetvédelmileg is az élettartam költségébe beszámítható bontást tehetnek indokolttá.
- A hajóval történő szállítás esetenként tájidegen élőlények behurcolásával jár, amely élőlények esetenként inváziós fajjá válva módosítják azt az ökoszisztémát, ahová elkerülnek.[22][23]
- A nagy hullámokat keltő folyami hajózás az amúgy védett helyekre rakott ikrákat moshatja ki a nyílt vízre, ahol azok túlélési esélye erősen lecsökken.